# The Doox
«The Doox» — український гурт, що створює сучасну музику з елементами традиційної пісні та етно-року. Поєднання різних технік автентичного співу, етнічних духових інструментів, драйву гітари та басових рифів, клавішних і ударних формують нове, інколи неочікуване, але дуже бажане звучання для прихильників української сцени.
Музиканти «The Doox» обробляють старовинний український фольклор і різні етнічні мелодії із усього світу, додаючи до них сучасні електро- та рок-мотиви. Аранжування гурту The Doox охоплює пісні з усіх куточків України: Рівненщини, Київщини, Полтавщини, Вінниччини, Волині та Карпат. Особливістю гурту є поєднання жіночого та чоловічого голосів, наближених до традиційної манери співу.
«The Doox» часто експериментують із музикою і можуть виступати як у легкому акустичному лаунж-форматі, так і з ритмічним важким саундом.

## Історія
Гурт утворив бас-гітарист Тарас Перетятко навесні 2014 року, об'єднавшись із клавішником Андрієм Заплотинським та мультиінструменталістом та сопілкарем Максимом Бережнюком (ex- «Камо Грядеши»).
Пісня «The Doox» «Не відпускай» брала участь у конкурсному відборі на саундтрек до фільму «Вій». А пісня «Полюбила» стала супроводом у фільмі «Заради миру», що вийшов у вересні 2014 року в рамках конкурсу короткометражок від 1+1 media. За час існування, музиканти «The Doox» встигли побувати на відомих українських фестивалях та записати демо-альбом, який презентували у листопаді 2014 року.
Упродовж наступних років музиканти гурту записали чимало нових треків, з яких пісні «Гриць» [Архівовано 16 січня 2019 у Wayback Machine.] і «Галочки» [Архівовано 7 квітня 2017 у Wayback Machine.] стали одними з найпопулярніших серед фанатів «The Doox» в Україні та світі. 2016 року на пісню «Галочки» було зафільмовано перший кліп гурту.
Навесні 2017 року «The Doox» презентували свій дебютний акустичний альбом «Derevo», який блискавично розійшовся серед слухачів гурту, а окремі треки «Верховина» та «Гриць» стали офіційними саундтреками промо-роликів до святкування Великодня-2017 «Великодні українські писанки» [Архівовано 19 серпня 2017 у Wayback Machine.] від Музею ім. Івана Гончара та «Всесвітнього дня вишиванки» [Архівовано 18 лютого 2018 у Wayback Machine.], що відбувся 18 травня цього ж року.
Щороку гурт бере участь у відомих фестивалях та етно-вечірках: Бандерштат, Країна мрій, Трипільське коло, Vedalife, ЕтноТолока, Етносвіт та інші.
А влітку 2017 року до творчого досвіду «The Doox» додалася участь у одному з наймасштабніших фестивалів України — Atlas Weekend.
У 2018 році гурт завершив роботу над своїм дебютним альбомом «Ліра», який вмістив у себе вісім треків, включно з кількома композиціями, оприлюдненими раніше у якості окремих вебсинглів, та реміксом на пісню «Рано». Після релізу платівки відбулася прем'єра лірик-відео «Гаї Шумлять», а також ролику до веснянки «Три користі радості».
У березні 2019 року, гурт презентував варіацію пісні «Соловейко», участь у записі якої взяв відомий бандурист Ярослав Джусь. Цим музиканти підтримали Стрітівський коледж кобзарського мистецтва.
Із серпня 2019 року до гурту «The Doox» приєдналася нова вокалістка — Надія Боднарук.

## Попередні проекти
До створення гурту, його засновники грали у проекті «Камо Грядеши». Тарас Перетятко грав також в гуртах «Шалені Яблука», «Брем Стокер», «Scot4ers», «Етно XL», «Mari Cheba». А Юлія Маляренко була солісткою в гурті «Астарта».

## Теперішній склад гурту

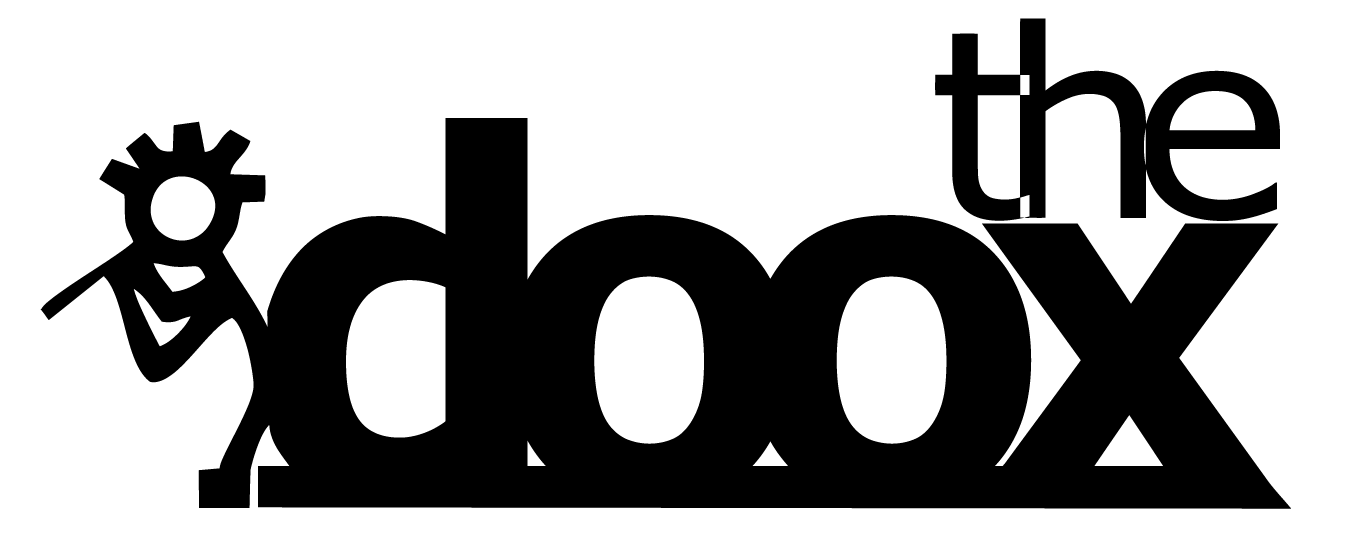

- Тарас Перетятко — бас-гітара
- Максим Бережнюк — вокал, сопілки, дримба, дудук, трембіта, дводенцівка, дуда, хулусі, панфлейта і т. ін.
- Галина Степанча — вокал
- Валентин Дудченко  – гітара
- Сергій Яценко — ударні

## Пісні
- Не відпускай [Архівовано 29 листопада 2020 у Wayback Machine.] (музика і вокал The Doox, слова і вокал Ольга Чуфарова)
- Гриць
- Мак [Архівовано 1 грудня 2020 у Wayback Machine.]
- Меланка [Архівовано 5 грудня 2020 у Wayback Machine.] (The Doox і Рок-Вар'ятЕ КораЛЛі)
- Розкопайте греблю
- Русалочки
- Калина
- Гопака
- Полюбила
- Соловейко
- Чумацька
- Сніжок
- Ой, давно
- Ліщина
- Вітер з поля
- Галочки

## Сторінки The Doox в соціальних мережах
- Facebook: https://www.facebook.com/thedoox/ [Архівовано 30 березня 2019 у Wayback Machine.]
- Instagram: https://www.instagram.com/the_doox/
- YouTube: https://www.youtube.com/c/TheDooxUA [Архівовано 10 вересня 2016 у Wayback Machine.]
- SoundCloud: https://soundcloud.com/the-doox/ [Архівовано 16 березня 2021 у Wayback Machine.]
- Google+: https://plus.google.com/+TheDooxUA/ [Архівовано 7 серпня 2016 у Wayback Machine.]